# 中原理恵
中原理恵（なかはら りえ、1958年〈昭和33年〉6月17日 - ）は、日本の元歌手・女優・タレント・司会者。かつて田辺エージェンシーに所属していた。本名は目加田 貴美恵（めかた きみえ）。

## 来歴・人物
北海道函館市出身。函館市立潮見中学校・遺愛女子高校卒業。
上京前は高校卒業後に札幌で喫茶店のウエートレスや、高級クラブのホステスを務めていた時期もあったという。「以前は歌手よりファッションデザイナーになりたかったの。高校を出ると、とにかく東京に行きたいと計画していました。でもある日、デザイナーでも歌手でも自分の世界をつくることに変わりはない。自分の世界をつくれれば最高！と思うようになりました」と歌手の道を選んだ。
文化放送主催『歌のフェスティバル』に北海道代表で出場、優勝は逃したが、そこで「何か光るものがある」とスタッフの目に留まり、デビューのきっかけを得る。1978年、CBS・ソニーからアルバム『TOUCH ME』で歌手デビュー。アルバム発売後にリリースされた1stシングルの「東京ららばい」が大ヒット。デビュー当時19歳だったが、年齢を2歳上に偽っていた。年末には第20回日本レコード大賞新人賞など数々の新人賞を受賞し、第29回NHK紅白歌合戦にも「東京ららばい」で出場。
第二弾「ディスコ・レディー」もヒットしていた時期に、当時人気があった米ディスコ女性歌手のセリ・ビーとのジョイントコンサート（1978年10月31日）を控えていた。記者の「戦いでは？」との質問には「戦いだなんて…。16曲ずつ歌い合うというだけです。このところ学園祭やコンサートが多くなったので、気分転換にはいいと思っています」と堂々たる態度で語った。同年12月には山下達郎、坂本龍一らが参加した名盤2ndアルバム「KILLING ME」をリリースした。
芸名は既に高校生時代に自ら考えていたというもので、本名が6文字で長いので4文字で明るく軽い響きの名前に憧れていたということで、姓名判断の字画も自分で調べて名付け、この名前で友人たちと呼び合って遊んでいたりしていたという。
1981年から1982年にかけて、フジテレビ系列の『欽ドン!良い子悪い子普通の子』の人気コーナー「良い妻、悪い妻、普通の妻」で「よし子」「わる子」「ふつ子」の一人三役を演じ、それまでのシリアスなイメージを打ち破る弾けたコメディエンヌぶりで人気が爆発。演技力、カンの良さ、トークの切れが非常に高く評価されることになる。『ドリフ大爆笑』でもセミレギュラーに近い扱いでたびたび出演しオチを任されることも多かった（『欽ドン！』を途中降板となったのは不倫騒動ゆえと話題にもなったが、実際は中原が歌手としてもうひと花咲かせたいと訴え、萩本欽一がコメディエンヌとしての充電も必要、とその意を汲んだため）。これを受け、映画監督の市川崑がエド・マクベインの『クレアが死んでいる』翻案に挑んだミステリ映画『幸福』で抜擢を受ける。原作のクレアにあたる役で冒頭部と回想場面のみで出番は多くないが、映画そのものが中原の超アップ（ほぼ顔だけ。続く永島敏行のカットが肩まで捉えた通常アップなので一層目立つ）から始まるなど印象的な起用となっている。その後は、人気映画『男はつらいよ 夜霧にむせぶ寅次郎』のマドンナ役やサスペンスドラマの主演など、歌手・コメディエンヌ・女優とマルチに活躍するようになる。
1983年には、テレビ朝日の『日曜洋画劇場』で放映された映画『スーパーマン』の吹き替えを行っている（ロイス・レイン役）。第2作でも同じ役柄を担当した。声優としてはFMラジオドラマへの出演も有った。一方、同じく1983年には映画『プロ野球を10倍楽しく見る方法』においてギャグアドバイザーという形で製作にかかわった。
1986年10月放送開始の『ミュージックステーション』（テレビ朝日）に、初代メイン司会者の関口宏と共にパートナーとして、司会進行役を務めた。その半年後の1987年4月から二代目メイン司会者がタモリとなり、タモリのパートナーとして務めていたが同年12月末で降板。
その後は女優業（ドラマ出演等）を主に活動。
1997年にはfaceというユニットを組み、一時歌手活動を再開した。
1999年に映画『鉄道員』出演を最後に、目立った活動はしていない。

## ディスコグラフィ
※　すべてCBS・ソニー（Sony Records）より発売。

### シングル
| 発売日           | 面          | タイトル                                                               | 作詞                  | 作曲                  | 編曲                     | 規格品番    |
| CBS・ソニー      | CBS・ソニー | CBS・ソニー                                                            | CBS・ソニー           | CBS・ソニー           | CBS・ソニー              | CBS・ソニー |
| ---------------- | ----------- | ---------------------------------------------------------------------- | --------------------- | --------------------- | ------------------------ | ----------- |
| 1977年9月21日    | A           | ロックンロール・ランデブーのテーマ Too Fast To Live (Too Young To Die) | ジョニー大倉 内海利勝 | ジョニー大倉 内海利勝 | ジョニー大倉 内海利勝    | 06SP-178    |
| 1977年9月21日    | B           | 愛の通り雨 Love Is Just Like Rain                                      | ジョニー大倉 内海利勝 | ジョニー大倉 内海利勝 | ジョニー大倉 内海利勝    | 06SP-178    |
| 1978年3月21日    | A           | 東京ららばい                                                           | 松本隆                | 筒美京平              | 筒美京平                 | 06SH-259    |
| 1978年3月21日    | B           | TOUCH ME                                                               | 竜真知子              | 筒美京平              | 筒美京平                 | 06SH-259    |
| 1978年8月1日     | A           | ディスコ・レディー                                                     | 松本隆                | 筒美京平              | 筒美京平                 | 06SH-366    |
| 1978年8月1日     | B           | SENTIMENTAL HOTEL                                                      | 松本隆                | 筒美京平              | 筒美京平                 | 06SH-366    |
| 1978年12月5日    | A           | マギーへの手紙                                                         | 松本隆                | 筒美京平              | 鈴木茂 梅垣達志 萩田光雄 | 06SH-420    |
| 1978年12月5日    | B           | BOY HUNT                                                               | 松本隆                | 筒美京平              | 筒美京平                 | 06SH-420    |
| 1979年3月21日    | A           | 枕詞                                                                   | 松本隆                | 筒美京平              | 矢野誠                   | 06SH-484    |
| 1979年3月21日    | B           | 卍BLUES                                                                | 松本隆                | 筒美京平              | 矢野誠                   | 06SH-484    |
| 1979年8月1日     | A           | SHOW BOAT                                                              | 松本隆                | 筒美京平              | 佐藤準                   | 06SH-551    |
| 1979年8月1日     | B           | 聖三角形                                                               | 松本隆                | 筒美京平              | 矢野誠                   | 06SH-551    |
| 1979年11月21日   | A           | 寒い国から来た女                                                       | 松本隆                | 筒美京平              | 萩田光雄                 | 06SH-657    |
| 1979年11月21日   | B           | やさしさの証明                                                         | 松本隆                | 筒美京平              | 萩田光雄                 | 06SH-657    |
| 1980年3月21日    | A           | 懐しのジョージ・タウン                                                 | 松本隆                | 筒美京平              | 船山基紀                 | 06SH-735    |
| 1980年3月21日    | B           | 螺旋階段                                                               | 松本隆                | 筒美京平              | 船山基紀                 | 06SH-735    |
| 1980年7月21日    | A           | 抱きしめたい                                                           | 松本隆                | 筒美京平              | 筒美京平 梅垣達志        | 06SH-811    |
| 1980年7月21日    | B           | ダイアン・キートン                                                     | 松本隆                | 鈴木茂                | 鈴木茂                   | 06SH-811    |
| 1981年1月21日    | A           | シェイク・シェイク…                                                    | ちあき哲也            | 鈴木キサブロー        | 船山基紀                 | 07SH-912    |
| 1981年1月21日    | B           | 時の片隅                                                               | 吉田美奈子            | 林哲司                | 林哲司                   | 07SH-912    |
| 1981年5月21日    | A           | 横浜ブギウギ娘                                                         | ちあき哲也            | 鈴木キサブロー        | 小泉宏                   | 07SH-999    |
| 1981年5月21日    | B           | ミッドナイト・プレイタウン・東京                                       | 杉本真人              | 杉本真人              | 飛沢宏元                 | 07SH-999    |
| 1981年9月21日    | A           | 死ぬほど逢いたい                                                       | 松本隆                | 松宮恭子              | 大村雅朗                 | 07SH-1054   |
| 1981年9月21日    | B           | Eマイナーのラブソング                                                  | 松本隆                | 松宮恭子              | 大村雅朗                 | 07SH-1054   |
| 1982年3月5日     | A           | 愛してクレイジー                                                       | 麻木かおる            | 井上堯之              | 甲斐正人                 | 07SH-1107   |
| 1982年3月5日     | B           | やさしさの香り                                                         | 麻木かおる            | 井上堯之              | 甲斐正人                 | 07SH-1107   |
| 1982年7月21日    | A           | 頬たたかれて                                                           | 橋本淳・糸井重里      | 井上堯之              | 甲斐正人                 | 07SH-1177   |
| 1982年7月21日    | B           | い・じ・わ・る                                                         | 麻木かおる            | 井上堯之              | 甲斐正人                 | 07SH-1177   |
| 1982年9月22日    | A           | 風が吹いたら恋もうけ                                                   | 伊藤アキラ            | 大瀧詠一              | 矢野誠 飛沢宏元          | 07SH-1215   |
| 1982年9月22日    | B           | 乱反射                                                                 | 麻木かおる            | 井上堯之              | 甲斐正人                 | 07SH-1215   |
| 1983年4月1日     | A           | さみしさ裏がえし                                                       | 下田逸郎              | 村下孝蔵              | 甲斐正人                 | 07SH-1265   |
| 1983年4月1日     | B           | 星のため息                                                             | 康珍化                | 安部恭弘              | 水谷公生                 | 07SH-1265   |
| 1983年9月1日     | A           | 銀河系まで飛んで行け！                                                 | 喜多條忠              | 吉田拓郎              | 瀬尾一三                 | 07SH-1390   |
| 1983年9月1日     | B           | 涙のカクテル                                                           | 松本隆                | 筒美京平              | 大村雅朗                 | 07SH-1390   |
| 1984年2月1日     | A           | さよなら冷たいひと                                                     | 糸井重里              | 高橋幸宏              | 高橋幸宏                 | 07SH-1459   |
| 1984年2月1日     | B           | 誘惑は忍び足で                                                         | 實川翔                | 木下伸司              | 甲斐正人                 | 07SH-1459   |
| 1984年7月21日    | A           | 千年接吻                                                               | 売野雅勇              | 井上大輔              | 船山基紀                 | 07SH-1536   |
| 1984年7月21日    | B           | シンガポール・スリング                                                 | 売野雅勇              | 井上大輔              | 船山基紀                 | 07SH-1536   |
| 1985年9月1日     | A           | 私小説                                                                 | かしぶち哲郎          | かしぶち哲郎          | 矢野誠                   | 07SH-1683   |
| 1985年9月1日     | B           | 生意気娘                                                               | 中原理恵              | 高橋幸宏              | 高橋幸宏                 | 07SH-1683   |
| Mash-U Recording |             |                                                                        |                       |                       |                          |             |
| 1997年10月29日   | 1           | 吐息のオペラ                                                           | 森雪之丞              | OGAWA                 | 森岡賢                   | PODH-5004   |
| 1997年10月29日   | 2           | 嵐（アンプラグド・ピアノ・ミックス）                                   | 西尾佐栄子            | OGAWA                 | OGAWA                    | PODH-5004   |
| 1997年10月29日   | 3           | 吐息のオペラ（オフ・ヴォーカル・ヴァージョン）                         | -                     | OGAWA                 | 森岡賢                   | PODH-5004   |

ヒットパックシリーズ
| 発売日       | 面 | タイトル           | 規格 | 規格品番 |
| ------------ | -- | ------------------ | ---- | -------- |
| 1979年5月1日 | A1 | 東京ららばい       | EP   | 08EH 60  |
| 1979年5月1日 | A2 | TOUCH ME           | EP   | 08EH 60  |
| 1979年5月1日 | B1 | ディスコ・レディー | EP   | 08EH 60  |
| 1979年5月1日 | B2 | SENTIMENTAL HOTEL  | EP   | 08EH 60  |
| 1979年5月1日 | A1 | 枕詞               | EP   | 08EH 61  |
| 1979年5月1日 | A2 | 個室               | EP   | 08EH 61  |
| 1979年5月1日 | B1 | マギーへの手紙     | EP   | 08EH 61  |
| 1979年5月1日 | B2 | ドリーミング・ラブ | EP   | 08EH 61  |

### アルバム

#### オリジナル・アルバム
| 発売日         | アルバム | 規格         | 規格品番  |
| -------------- | --- | ------------ | --------- |
| 1978年2月25日  | TOUCH ME A面 1. TOUCH ME 2. エイプリル・フール 3. とぎれ とぎれて 4. エトセトラ 5. 明日にはグッドバイ B面 1. 笑いまじり 2. 朝まで一緒に 3. しなやかな夜に 4. 一日遅れのさよなら 5. ヒーローはあなた                          | LP           | 25AH-404  |
| 1978年2月25日  | TOUCH ME A面 1. TOUCH ME 2. エイプリル・フール 3. とぎれ とぎれて 4. エトセトラ 5. 明日にはグッドバイ B面 1. 笑いまじり 2. 朝まで一緒に 3. しなやかな夜に 4. 一日遅れのさよなら 5. ヒーローはあなた                          | CT           | 25KH 265  |
| 2007年2月24日  | TOUCH ME A面 1. TOUCH ME 2. エイプリル・フール 3. とぎれ とぎれて 4. エトセトラ 5. 明日にはグッドバイ B面 1. 笑いまじり 2. 朝まで一緒に 3. しなやかな夜に 4. 一日遅れのさよなら 5. ヒーローはあなた                          | CD           | DYCL 31   |
| 2013年12月3日  | TOUCH ME A面 1. TOUCH ME 2. エイプリル・フール 3. とぎれ とぎれて 4. エトセトラ 5. 明日にはグッドバイ B面 1. 笑いまじり 2. 朝まで一緒に 3. しなやかな夜に 4. 一日遅れのさよなら 5. ヒーローはあなた                          | Blu-spec CD2 | DYCL 482  |
| 1978年12月5日  | KILLING ME A面 1. Killing Me (Instrumental) 2. 溶けよ夢 3. 個室 4. ドリーミング・ラブ 5. By Myself (わたし…) B面 1. 東京ららばい 2. ディスコ・レディー 3. 抱きしめたい 4. SENTIMENTAL HOTEL 5. マギーへの手紙                | LP           | 25AH-652  |
| 1978年12月5日  | KILLING ME A面 1. Killing Me (Instrumental) 2. 溶けよ夢 3. 個室 4. ドリーミング・ラブ 5. By Myself (わたし…) B面 1. 東京ららばい 2. ディスコ・レディー 3. 抱きしめたい 4. SENTIMENTAL HOTEL 5. マギーへの手紙                | CT           | 25KH 452  |
| 1991年9月15日  | KILLING ME A面 1. Killing Me (Instrumental) 2. 溶けよ夢 3. 個室 4. ドリーミング・ラブ 5. By Myself (わたし…) B面 1. 東京ららばい 2. ディスコ・レディー 3. 抱きしめたい 4. SENTIMENTAL HOTEL 5. マギーへの手紙                | CD           | SRCL-2107 |
| 2013年12月3日  | KILLING ME A面 1. Killing Me (Instrumental) 2. 溶けよ夢 3. 個室 4. ドリーミング・ラブ 5. By Myself (わたし…) B面 1. 東京ららばい 2. ディスコ・レディー 3. 抱きしめたい 4. SENTIMENTAL HOTEL 5. マギーへの手紙                | Blu-spec CD2 | DYCL 483  |
| 1979年8月1日   | 夢つれづれ A面 1. 愛の修羅 Part I 2. 聖三角形 3. SHOW BOAT 4. 彩 5. AMAZONIA B面 1. 仮面の告白 2. Sad Song 3. Plantation Boy 4. 悪の華 5. 八月のエロス 6. 愛の修羅 Part II                                                   | LP           | 25AH-772  |
| 1979年8月1日   | 夢つれづれ A面 1. 愛の修羅 Part I 2. 聖三角形 3. SHOW BOAT 4. 彩 5. AMAZONIA B面 1. 仮面の告白 2. Sad Song 3. Plantation Boy 4. 悪の華 5. 八月のエロス 6. 愛の修羅 Part II                                                   | CT           | 25KH 541  |
| 2007年2月24日  | 夢つれづれ A面 1. 愛の修羅 Part I 2. 聖三角形 3. SHOW BOAT 4. 彩 5. AMAZONIA B面 1. 仮面の告白 2. Sad Song 3. Plantation Boy 4. 悪の華 5. 八月のエロス 6. 愛の修羅 Part II                                                   | CD           | DYCL 32   |
| 2013年12月3日  | 夢つれづれ A面 1. 愛の修羅 Part I 2. 聖三角形 3. SHOW BOAT 4. 彩 5. AMAZONIA B面 1. 仮面の告白 2. Sad Song 3. Plantation Boy 4. 悪の華 5. 八月のエロス 6. 愛の修羅 Part II                                                   | Blu-spec CD2 | DYCL 484  |
| 1979年12月21日 | VIVID A面 1. インテリア 2. 時の片隅 3. 夜に目覚めて 4. 愁いにみちて B面 1. 寒い国から来た女 2. 裏窓 3. やさしさの証明 4. Show Boat 5. 愛しい人                                                                               | LP           | 25AH-905  |
| 1979年12月21日 | VIVID A面 1. インテリア 2. 時の片隅 3. 夜に目覚めて 4. 愁いにみちて B面 1. 寒い国から来た女 2. 裏窓 3. やさしさの証明 4. Show Boat 5. 愛しい人                                                                               | CT           | 25KH 690  |
| 2013年12月3日  | VIVID A面 1. インテリア 2. 時の片隅 3. 夜に目覚めて 4. 愁いにみちて B面 1. 寒い国から来た女 2. 裏窓 3. やさしさの証明 4. Show Boat 5. 愛しい人                                                                               | Blu-spec CD2 | DYCL 485  |
| 1980年7月21日  | Heart of Gold A面 1. ティファナ・プラス 2. Sour Tonight 3. ダイアン・キートン 4. モノクローム 5. 抱きしめたい B面 1. シャンパイン・ブルース 2. My Lady Singer 3. Keyはどうする? 4. Revolution 5. 懐かしのジョージ・タウン    | LP           | 27AH-1017 |
| 1980年7月21日  | Heart of Gold A面 1. ティファナ・プラス 2. Sour Tonight 3. ダイアン・キートン 4. モノクローム 5. 抱きしめたい B面 1. シャンパイン・ブルース 2. My Lady Singer 3. Keyはどうする? 4. Revolution 5. 懐かしのジョージ・タウン    | CT           | 27KH-836  |
| 2013年12月3日  | Heart of Gold A面 1. ティファナ・プラス 2. Sour Tonight 3. ダイアン・キートン 4. モノクローム 5. 抱きしめたい B面 1. シャンパイン・ブルース 2. My Lady Singer 3. Keyはどうする? 4. Revolution 5. 懐かしのジョージ・タウン    | Blu-spec CD2 | DYCL 486  |
| 1981年1月21日  | 夢合わせ A面 1. シェイク・シェイク… 2. くれない小唄 3. ワイルド・ハニー 4. Spark More 5. AMAZONIA B面 1. 聖三角形 2. Flantation Boy 3. 夜に目覚めて 4. Keyはどうする? 5. SENTIMENTAL HOTEL                                   | LP           | 27AH-1159 |
| 1981年1月21日  | 夢合わせ A面 1. シェイク・シェイク… 2. くれない小唄 3. ワイルド・ハニー 4. Spark More 5. AMAZONIA B面 1. 聖三角形 2. Flantation Boy 3. 夜に目覚めて 4. Keyはどうする? 5. SENTIMENTAL HOTEL                                   | CT           |           |
| 2013年12月3日  | 夢合わせ A面 1. シェイク・シェイク… 2. くれない小唄 3. ワイルド・ハニー 4. Spark More 5. AMAZONIA B面 1. 聖三角形 2. Flantation Boy 3. 夜に目覚めて 4. Keyはどうする? 5. SENTIMENTAL HOTEL                                   | Blu-spec CD2 | DYCL 487  |
| 1982年4月1日   | インスピレーション A面 1. 愛してクレイジー 2. 死ぬほど逢いたい 3. 想い出ランデブー 4. もう一度愛して 5. やさしさの香り B面 1. プリティー・ボーイ･･･大・丈・夫 2. ナンバー・ワン 3. 涙のカクテル 4. Tonight 5. 横浜ブギウギ娘 | LP           | 28AH-1399 |
| 1982年4月1日   | インスピレーション A面 1. 愛してクレイジー 2. 死ぬほど逢いたい 3. 想い出ランデブー 4. もう一度愛して 5. やさしさの香り B面 1. プリティー・ボーイ･･･大・丈・夫 2. ナンバー・ワン 3. 涙のカクテル 4. Tonight 5. 横浜ブギウギ娘 | CT           | 28KH 1113 |
| 2013年12月3日  | インスピレーション A面 1. 愛してクレイジー 2. 死ぬほど逢いたい 3. 想い出ランデブー 4. もう一度愛して 5. やさしさの香り B面 1. プリティー・ボーイ･･･大・丈・夫 2. ナンバー・ワン 3. 涙のカクテル 4. Tonight 5. 横浜ブギウギ娘 | Blu-spec CD2 | DYCL 488  |
| 1984年2月25日  | LADY麗(REI) A面 1. さよなら 2. 冷たいひと 3. 蜉蝣 ステキ 4. 綺麗ね 5. 裸足のエロス B面 1. なりきれたらいいのにね 2. おとなの不良 3. 笑わない女 4. 月色のまちかど 5. 鏡のスクリーン                                           | LP           | 28AH-1689 |
| 1984年2月25日  | LADY麗(REI) A面 1. さよなら 2. 冷たいひと 3. 蜉蝣 ステキ 4. 綺麗ね 5. 裸足のエロス B面 1. なりきれたらいいのにね 2. おとなの不良 3. 笑わない女 4. 月色のまちかど 5. 鏡のスクリーン                                           | CT           |           |
| 2013年12月3日  | LADY麗(REI) A面 1. さよなら 2. 冷たいひと 3. 蜉蝣 ステキ 4. 綺麗ね 5. 裸足のエロス B面 1. なりきれたらいいのにね 2. おとなの不良 3. 笑わない女 4. 月色のまちかど 5. 鏡のスクリーン                                           | Blu-spec CD2 | DYCL 489  |
| 1985年9月1日   | UN ART DE VIVRE A面 1. Work Over Time 2. そして海辺 3. 噂の75日 4. Hypochondoria 5. 私小説 B面 1. 生意気娘 2. 今夜エスケイプ 3. Since 4. 砂漠にルージュ 5. 追憶                                                              | LP           | 28AH-1903 |
| 1985年9月1日   | UN ART DE VIVRE A面 1. Work Over Time 2. そして海辺 3. 噂の75日 4. Hypochondoria 5. 私小説 B面 1. 生意気娘 2. 今夜エスケイプ 3. Since 4. 砂漠にルージュ 5. 追憶                                                              | CT           |           |
| 2013年12月3日  | UN ART DE VIVRE A面 1. Work Over Time 2. そして海辺 3. 噂の75日 4. Hypochondoria 5. 私小説 B面 1. 生意気娘 2. 今夜エスケイプ 3. Since 4. 砂漠にルージュ 5. 追憶                                                              | Blu-spec CD2 | DYCL 490  |

#### ベストアルバム
| 発売日         | アルバム | 規格         | 規格品番   |
| -------------- | --- | ------------ | ---------- |
| 1978年7月21日  | 東京ららばい A面 1. 東京ららばい 2. TOUCH ME 3. エイプリル・フール 4. とぎれとぎれて 5. エトセトラ 6. 明日にはグッドバイ B面 1. 笑いまじり 2. 朝まで一緒に 3. しなやかな夜 4. 一日遅れのさよなら 5. ヒーローはあなた | CT           | 25KH-366   |
| 1979年11月1日  | THE BEST 中原理恵 A面 1. 東京ららばい 2. ディスコ・レディー 3. 枕詞 4. SENTIMENTAL HOTEL 5. 抱きしめたい 6. マギーへの手紙 7. SHOW BOAT B面 1. 聖三角形 2. SAD SONG 3. PLANTATION BOY 4. 個室 5. ドリーミング・ラブ 6. とぎれ とぎれて 7. TOUCH ME | LP           | 26AH‐851   |
| 1979年11月1日  | THE BEST 中原理恵 A面 1. 東京ららばい 2. ディスコ・レディー 3. 枕詞 4. SENTIMENTAL HOTEL 5. 抱きしめたい 6. マギーへの手紙 7. SHOW BOAT B面 1. 聖三角形 2. SAD SONG 3. PLANTATION BOY 4. 個室 5. ドリーミング・ラブ 6. とぎれ とぎれて 7. TOUCH ME | CT           | 26KH‐606   |
| 1980年11月1日  | THE BEST 中原理恵 A面 1. 抱きしめたい 2. SHOW BOAT 3. マギーへの手紙 4. ディスコ・レディー 5. 枕詞 6. 東京ららばい 7. 寒い国から来た女 B面 1. 懐かしのジョージ・タウン 2. シャンパイン・ブルース 3. REVOLUTION 4. ティファナ・ブラス 5. 時の片隅 6. SAD SONG 7. 個室 | LP           | 28AH‐1099  |
| 1980年11月1日  | THE BEST 中原理恵 A面 1. 抱きしめたい 2. SHOW BOAT 3. マギーへの手紙 4. ディスコ・レディー 5. 枕詞 6. 東京ららばい 7. 寒い国から来た女 B面 1. 懐かしのジョージ・タウン 2. シャンパイン・ブルース 3. REVOLUTION 4. ティファナ・ブラス 5. 時の片隅 6. SAD SONG 7. 個室 | CT           | 28KH‐876   |
| 1981年11月1日  | THE BEST 中原理恵 A面 1. 死ぬほど逢いたい 2. シェイク・シェイク… 3. 枕詞 4. 横浜ブギウギ娘 5. 抱きしめたい 6. 懐かしのジョージ・タウン 7. 寒い国から来た女 B面 1. 東京ららばい 2. ディスコ・レディー 3. SHOW BOAT 4. マギーへの手紙 5. PLANTATION BOY 6. ドリーミング・ラブ 7. SENTIMENTAL HOTEL | LP           | 28AH‐1344  |
| 1981年11月1日  | THE BEST 中原理恵 A面 1. 死ぬほど逢いたい 2. シェイク・シェイク… 3. 枕詞 4. 横浜ブギウギ娘 5. 抱きしめたい 6. 懐かしのジョージ・タウン 7. 寒い国から来た女 B面 1. 東京ららばい 2. ディスコ・レディー 3. SHOW BOAT 4. マギーへの手紙 5. PLANTATION BOY 6. ドリーミング・ラブ 7. SENTIMENTAL HOTEL | CT           | 28KH‐1055  |
| 1982年6月21日  | DREMING LOVE -理恵ベストセレクション- A面 1. 愛してクレイジー 2. 死ぬほど逢いたい 3. シェイク・シェイク… 4. 枕詞 5. ディスコ・レディー 6. 東京ららばい B面 1. ドリーミング・ラブ 2. 個室 3. 朝まで一緒に 4. ヒーローはあなた 5. 明日にはグッドバイ | LP           | 28AH‐1437  |
| 1982年6月21日  | DREMING LOVE -理恵ベストセレクション- A面 1. 愛してクレイジー 2. 死ぬほど逢いたい 3. シェイク・シェイク… 4. 枕詞 5. ディスコ・レディー 6. 東京ららばい B面 1. ドリーミング・ラブ 2. 個室 3. 朝まで一緒に 4. ヒーローはあなた 5. 明日にはグッドバイ | CT           | 28KH‐1164  |
| 2023年3月22日  | DREMING LOVE -理恵ベストセレクション- A面 1. 愛してクレイジー 2. 死ぬほど逢いたい 3. シェイク・シェイク… 4. 枕詞 5. ディスコ・レディー 6. 東京ららばい B面 1. ドリーミング・ラブ 2. 個室 3. 朝まで一緒に 4. ヒーローはあなた 5. 明日にはグッドバイ | Blu-spec CD2 | MHCL-30826 |
| 1982年11月1日  | THE BEST 中原理恵 A面 1. 風が吹いたら恋もうけ 2. シェイク・シェイク… 3. 愛してクレイジー 4. 死ぬほど逢いたい 5. 頬たたかれて 6. 横浜ブギウギ娘 B面 1. 東京ららばい 2. SHOW BOAT 3. ディスコ・レディー 4. 枕詞 5. 懐かしのジョージ・タウン 6. 寒い国から来た女 | LP           | 25AH‐1477  |
| 1982年11月1日  | 中原理恵 全曲集 A面 1. 風が吹いたら恋もうけ 2. 頬たたかれて 3. 愛してクレイジー 4. 想い出ランデブー 5. 死ぬほど逢いたい 6. 横浜ブギウギ娘 7. シェイク・シェイク… 8. 抱きしめたい B面 1. 東京ららばい 2. ディスコ・レディー 3. マギーへの手紙 4. 枕詞 5. SHOW BOAT 6. 寒い国から来た女 7. 懐かしのジョージ・タウン 8. ドリーミング・ラブ | CT           | 32KH‐1223  |
| 1983年11月1日  | 中原理恵ベスト・セレクション A面 1. 銀河系まで飛んで行け 2. さみしさ裏がえし 3. 風が吹いたら恋もうけ 4. 頬たたかれて 5. 想い出ランデブー 6. 死ぬほど逢いたい 7. 横浜ブギウギ娘 8. シェイク・シェイク… B面 1. 抱きしめたい 2. 寒い国から来た女 3. 懐かしのジョージ・タウン 4. 東京ららばい 5. ディスコ・レディー 6. 愛してクレイジー 7. 枕詞 8. SHOW BOAT | CT           | 32KH‐1383  |
| 1985年4月1日   | 中原理恵ベスト・コレクション 1. 千年接吻 2. シンガポール・スリング 3. さよなら冷たいひと 4. 銀河系まで飛んで行け 5. さみしさ裏がえし 6. 風が吹いたら恋もうけ 7. 頬たたかれて 8. 愛してクレイジー 9. 死ぬほど逢いたい 10. 横浜ブギウギ娘 11. シェイク・シェイク… 12. 抱きしめたい 13. マギーへの手紙 14. ディスコ・レディー 15. 東京ららばい | CD           | 30DH-214   |
| 1998年8月21日  | 中原理恵～GOLDEN J-POP/THE BEST 1. 東京ららばい 2. ディスコ・レディー 3. マギーへの手紙 4. 枕詞 5. SHOW BOAT 6. 寒い国から来た女 7. 懐しのジョージ・タウン 8. 抱きしめたい 9. シェイク・シェイク… 10. 横浜ブギウギ娘 11. 死ぬほど逢いたい 12. 愛してクレイジー 13. 頬たたかれて 14. 風が吹いたら恋もうけ 15. さみしさ裏がえし 16. 銀河系まで飛んで行け 17. さよなら冷たいひと 18. 千年接吻 19. 私小説 20. TOUCH ME                                                     | CD           | SRCL-4341  |
| 2001年10月11日 | DREAM PRICE 1000 中原理恵 東京ららばい 1. 東京ららばい 2. ディスコ・レディー 3. マギーへの手紙 4. 枕詞 5. 寒い国から来た女 6. 風が吹いたら恋もうけ | CD           | MHCL-9     |
| 2003年7月16日  | GOLDEN☆BEST 中原理恵 Singles | CD           | MHCL-305   |
| 2010年10月5日  | GOLDEN☆BEST limited 中原理恵 筒美京平を歌う Disc1 1. TOUCH ME 2. エイプリル・フール 3. しなやかな夜 4. 東京ららばい 5. ディスコ・レディー 6. SENTIMENTAL HOTEL 7. マギーへの手紙 8. Boy Hunt 9. 抱きしめたい 10. 枕詞 11. 卍 Blues 12. SHOW BOAT Disc2 1. 聖三角形 2. 彩 3. AMAZONIA 4. SAD SONG 5. 八月のエロス 6. 寒い国から来た女 7. やさしさの証明 8. 懐かしのジョージ・タウン 9. 螺旋階段 10. 抱きしめたい 11. くれない小唄 12. 想い出ランデブー 13. 涙のカクテル | CD           | DYCL-251   |
| 2013年12月3日  | 中原理恵 PREMIUM BOX ※ 過去に発売したオリジナル・アルバム9枚とスペシャルディスクの計10枚セット ※ スペシャルディスク以外、9枚個別で同日に発売されている 1. TOUCH ME 2. KILLING ME 3. 夢つれづれ 4. VIVID 5. Heart of Gold 6. 夢合わせ 7. インスピレーション 8. LADY麗(REI) 9. UN ART DE VIVRE 10. スペシャル・ディスク | Blu-spec CD2 | DYCL-482   |

## 出演

### 映画
- 幸福（1981年、東宝 / フォーライフ） - 中井庭子[6]
- 喜劇 家族同盟（1983年）
- 男はつらいよ 夜霧にむせぶ寅次郎（1984年）
- 極道渡世の素敵な面々（1988年）
- 鉄道員（ぽっぽや）（1999年）

### ドラマ
- 青春諸君!（1979年10月9日 - 1980年3月25日、TBS）
- 青春諸君!夏（1980年4月8日 - 9月23日、TBS）
- 微笑天使（1981年1月8日 - 3月26日、TBS）
- ひまわりの歌（1981年11月13日 - 1982年5月28日、TBS）
- 男たちの旅路 スペシャル 戦場は遙かになりて（1982年2月13日 NHK）
- ある日突然恋だった（1982年4月27日 - 6月22日、TBS）主演
- 男と女のあいだには（1982年7月7日 - 9月29日、MBS）主演
- そして、春たけなわ（1982年 東芝日曜劇場 TBS系）主演
- 空白の実験室 謎の連続殺人カルテ（1982年 夏の特選サスペンス TBS系）主演
- いじわる看護婦（1982年 - 1985年 単発のシリーズ物として8本 1話・木曜ファミリーワイド、2〜8話・月曜ドラマランド フジテレビ系）主演
- 激愛・三月までの…（1984年1月19日 - 3月29日、TBS）
- サザエさんVS意地悪ばあさんVSいじわる看護婦（1984年3月2日 フジテレビ開局25周年記念 長谷川町子スペシャル）主演
- 中原理恵の怪盗！女ねずみ小僧（1984年 花王名人劇場 KTV製作・フジテレビ系）主演
- ただいま絶好調! 第1話「十番街の野郎ども」（1985年 テレビ朝日系）
- 迷探偵記者羽鳥雄太郎と駆け出し女刑事シリーズ（1985年 - 1987年 土曜ワイド劇場 テレビ朝日系）主演
- 嫁・姑・継子、万引 後妻は赤ちゃんを産めないのか!?（1985年 月曜ワイド劇場 テレビ朝日系）主演
- 密室の殺意 新築マンション殺人事件（1985年 金曜女のドラマスペシャル フジテレビ系）主演
- 消えた郵便配達人（1985年 火曜サスペンス劇場 日本テレビ系）主演
- まんだら屋の良太（1986年2月3日 - 2月21日 銀河テレビ小説 NHK）百合奴（ゆりやっこ）役
- わかれ上手（1986年 水曜ドラマスペシャル TBS系）主演
- 博多長崎殺人行（1986年 火曜サスペンス劇場 日本テレビ系）主演
- 恋人選びの基礎知識（1987年 東芝日曜劇場 CBC・TBS系）主演
- そして雪国（1987年 東芝日曜劇場 HBC・TBS系）主演
- あなたの夫、殺します（1987年 金曜女のドラマスペシャル フジテレビ系）主演
- 連続テレビ小説（NHK総合）
  - チョッちゃん（1987年）川村市子 役
- 女性作家サスペンス「別れた理由」（1988年 関西テレビ放送・G・カンパニー）
- 妻たちの密やかな愉しみ（1988年 TBS系）主演
- 変身する女 桂木亜紀子 きもの学院連続殺人事件「炎上したモーターボートの謎」（1988年 土曜ワイド劇場 テレビ朝日系）主演
- 虹色の殺人（1988年 火曜サスペンス劇場 日本テレビ系）主演
- 八百八町夢日記（1989年10月 - 1990年9月 日本テレビ系）おりん役
- 空と海をこえて（1989年 TBS系 後藤久美子主演のスペシャルドラマ）
- 西村京太郎サスペンス 寝台特急「ゆうづる」の女（寝台特急ゆうづるの女）（1989年 男と女のミステリー フジテレビ系）
- 絵を買う女（1989年 火曜サスペンス劇場 日本テレビ系）主演
- 海に消えた女（1989年 男と女のミステリー フジテレビ系）主演
- 夜の長い叫び（1989年5月15日 - 6月12日 ドラマ10 NHK）
- 眼鏡をかけたライオン（1990年 火曜サスペンス劇場 日本テレビ系）主演
- 外科病棟女医の事件ファイル（1991年7月11日 - 9月19日、古手川祐子病気降板のため3話より登場 テレビ朝日）主演
- やっぱり一度は結婚してみたい（1992年 東芝日曜劇場 TBS系）主演
- ドラマ30「危険な再会」（1993年4月 - 5月 CBC）主演
- ネオドラマ「ペ天使」（1993年8月30日 - 9月2日 テレビ朝日系）主演
- 女刑事・柏木冴子 金沢・越前海岸連続誘拐殺人事件! 2億円金塊の謎（1993年12月18日 土曜ワイド劇場 テレビ朝日系）主演
- 青春の影（1994年7月4日 - 9月19日 テレビ朝日系）
- ドラマ新銀河（NHK）
  - 赤ちゃんが来た（1994年） - 遠藤秋代 役
  - 妻の恋（1995年9月25日 - 10月19日） - 目黒万知子 役
- 晴れ着、ここ一番（2000年3月31日 - 6月16日 NHK）

### 吹き替え
- スーパーマン - ロイス・レーン：マーゴット・キダー ※テレビ朝日『日曜洋画劇場』版[注釈 12]
- スーパーマンII 冒険篇 - ロイス・レーン：マーゴット・キダー ※テレビ朝日『日曜洋画劇場』版[注釈 12]

### バラエティー
- 欽ドン!(フジテレビ系)レギュラー
- ツービート 笑ってゴマかせ!(TBS系)レギュラー
- 1981年 ゆく年くる年(全国民間放送96局同時放映 制作/TBS)司会
- 欽ちゃんの週刊欽曜日(TBS系)レギュラー
- TVジョーカーズ笑（TBS系）レギュラー
- オールスター紅白水泳大会（フジテレビ系）司会
- ミュージックステーション（テレビ朝日系、1986年10月 - 1987年12月）司会
- だぅもありがと!(TBS系)司会
- ロケットパンチ!（フジテレビ系）司会
- ShimuraXYZ（「Face」としてエンディングテーマを唄う画像）
- ドリフ大爆笑（フジテレビ）
- 世界のマジックショー（NHK、1983年）司会
- こぶ茶クラブ（フジテレビ系、1999年10月 - 2000年3月）司会

### NHK紅白歌合戦出場歴
| 年度/放送回               | 回 | 曲目         | 出演順 | 対戦相手 |
| ------------------------- | -- | ------------ | ------ | -------- |
| 1978年（昭和53年）/第29回 | 初 | 東京ららばい | 11/24  | 新沼謙治 |

注意点
- 出演順は「出演順/出場者数」で表す。

### ラジオ
- 三菱ドライビングポップス 理恵と歌おう!（TBSラジオほか）
- タモリと中原理恵の音楽専科（文化放送）
- タモリと理恵の音楽最高 きいてタモリエ（文化放送）
- カネボウニットサンデー 理恵と一平の音楽最高!（文化放送）
- 突撃!歌謡大行進（文化放送）
- 夜のドラマハウス中原理恵の『マギーへの手紙』（ニッポン放送）
- 夜のドラマハウス中原理恵の『寒い国から来た女』（ニッポン放送）
- 夜のドラマハウス中原理恵の『抱きしめたい』（ニッポン放送）
- 目覚ましかぼちゃモーニング（ニッポン放送）
- FM25時 中原理恵 サウンド・ファンタジー（エフエム東京）

### CM
- サントリー　ワインデリカ
- コンタック（SK&F〔当時〕）伊武雅刀と共演。コンタック600のCMで中原の「えぐいんでないかい?」というセリフが流行語になる。
- 三菱自動車 - 選べるターボは三菱から、オール新型フェア「どってんたまげた」（1982年）
- 大阪ガス 炊飯器（1982年）[7]
- キリンレモン（キリンビバレッジ）（1983年）
- チャームナップ（ユニ・チャーム）
- ポッカコーポレーション　ヌードルスープ、コーンチーズスープ
- マイコーチ（学研）
- ニコン　ピカイチ　三遊亭好楽と共演。
- 明星食品　中華ラーメンめん吉、和風ラーメン日本

## 著書
- 『みんないじめっ子』徳間書店 1981.12